# 蕭嘉怡

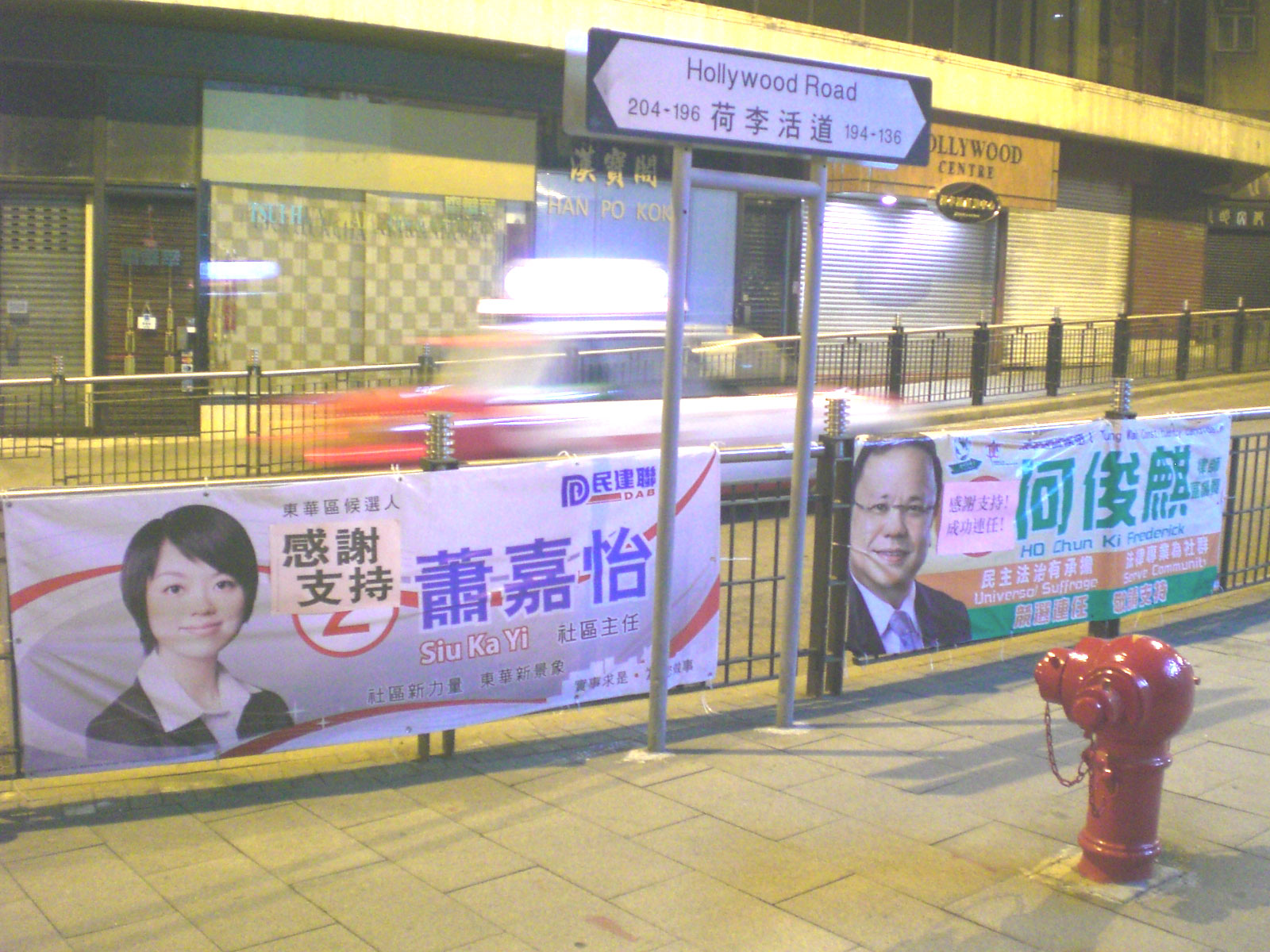
蕭嘉怡

蕭嘉怡（1983年6月17日—），已婚，她是民建聯成員，現任教育局局長政治助理，曾任香港中西區區議會東華選區議員和香港政務司司長政治助理。

## 簡歷
蕭嘉怡畢業於羅定邦中學（2000年中五，2000年於原校升讀預科），2006年畢業於珠海學院，主修新聞及傳播。其後於2016年經持續進修，獲授香港理工大學社會政策及社會發展碩士。她是民建聯的成員，在2006年加入民建聯全職開展地區服務工作，曾參與2007年、2011年及2015年區議會選舉，以及2016年立法會選舉。她於2012年至2017年曾擔任中西區民選區議員，擁有超過12年地區工作的經驗。2017年8月22日，獲委任政務司司長政治助理，在9月1日履新。。工作涵蓋不同方面，包括提出政治分析和意見，草擬文件，以及進行政治聯繫、游說工作和加強與立法會各政黨議員的溝通。
2022年7月22日，獲委任教育局局長政治助理，在7月25日履新。。

## 區議會選舉
- 2007年香港區議會選舉
- 2011年香港區議會選舉
- 2011年香港區議會選舉結果：得票1168票（當選）
- 2015年香港區議會選舉結果：得票1352票（當選）

## 2022年
李家超2022年香港行政長官選舉活動

## 參選立法會
- 2016年香港立法會選舉：區議會（第二）功能界別（編號802，民建聯：李慧琼、洪連杉、顏汶羽、朱立威、蕭嘉怡）。

## 資料來源
1. ↑  . 香港特別行政區政府新聞公報. 2022-04-08  [2022-04-08]. 原始内容存档于2022-09-27.
2. 1 2   (PDF). 2016立法會選舉.   [2016-09-14]. （原始内容存档 (PDF)于2016-09-09）.
3. ↑  . orientaldaily.on.cc. 東方日報. 2013-01-04  [2017-11-28]. （原始内容存档于2013-01-06）.
4. ↑  . Law Ting Pong Secondary School Millennium Year Book. 羅定邦中學: 51. 2000  [2022-12-17]. 原始内容存档于2022-12-17.
5. ↑  . Law Ting Pong Secondary School Millennium Year Book. 羅定邦中學: 51. 2000  [2022-12-17]. 原始内容存档于2022-12-17.
6. ↑  . Law Ting Pong Secondary School The 10th Anniversary Edition Year Book 2000-2001. 羅定邦中學: 48. 2001  [2022-12-17]. 原始内容存档于2022-12-17.
7. ↑  . 香港特別行政區政府新聞公報. 2017-08-22  [2017-08-22]. （原始内容存档于2017-08-22）.
8. ↑  . 香港特別行政區政府公報. 2022-07-22  [2022-07-22]. （原始内容存档于2022-07-25）.

| 政府职务      | 政府职务                                               | 政府职务      |
| ------------- | ------------------------------------------------------ | ------------- |
| 前任： 施俊輝 | 教育局局長政治助理 2022年7月25日至今                   | 現任          |
| 前任： 張秀麗 | 政務司司長政治助理 2017年9月1日至2022年4月8日          | 繼任： 李惠   |
| 香港區議會    |                                                        |               |
| 前任： 何俊麒 | 中西區區議會 東華選區區議員 2012年1月1日－2017年9月1日 | 繼任： 伍凱欣 |